# Julián Berrendero
Julián Berrendero Gil (San Agustín del Guadalix, 8 de abril de 1912 - Madrid, 1 de agosto de 1995), apelidado "O negro dos olhos azuis", foi um ciclista espanhol, profissional entre 1935 e 1949, período no que conseguiu 79 vitórias entre as que destacam dois triunfos absolutos e onze vitórias de etapa obtidas na Volta a Espanha, a etapa e a classificação da montanha conseguida no Tour de France, e três triunfos no Campeonato da Espanha de Ciclismo em Estrada.
Era tio do também exciclista profissional José Berrendero.

## Biografia
Em 1932 foi o vencedor do V.C. Portillo, corrida para ciclistas de 3.ª categoria e principiantes organizada pelo Velo Clube Portillo.
Em 1935 foi o vencedor da Volta a Castilha, Volta a Galiza e o Grande Grande Prêmio de Eibar, bem como terceiro e primeiro espanhol na Volta ao País Basco, vencida naquele ano pelo campeão italiano Gino Bartali.
Em 1936 foi o primeiro espanhol na Volta a Espanha, vencida pelo belga Gustaaf Deloor, estreiou no Tour de France sendo o Rei da Montanha na etapa rainha na sua primeira participação. Julián impressionou o público francês pelo seu grande poderio na montanha. Foi 15.º no Tour de France de 1937.
Durante os anos que durou a Guerra Civil Espanhola, Berrendero residiu na França, instalou-se para perto de Pau e esteve a competir na equipa francesa France-Sport com muitos triunfos em corridas de um dia.
Em 1937 correu pela segunda vez o Tour de France dando um autêntico recital de escalador na 15.ª etapa Luchon-Pau, jornada considerada a etapa rainha do Tour, onde se subiam os portos do Peyresourde, Aspin, Tourmalet e Aubisque que Berrendero ganhou com 2 minutos de vantagem sobre os seus rivais.
Quando voltou à Espanha, porque tinha saudades da família, ao cruzar a fronteira foi detido e enviado um ano a um campo de concentração em Rota (Cádis).
Após a Guerra Civil, Julián retomou a bicicleta voltando a competir durante vários anos. Destacam os triunfos nas Voltas à Espanha de 1941 e 1942. Também foi 2.º em 1945 e 1946, 4.º em 1936 e 6.º em 1947, vencedor da montanha da 1942 e 1945, três campeonatos da Espanha de fundo em estrada, duas vezes campeão da Espanha de ciclocross, duas Volta à Catalunha, etc.
Em 1948 disputando a Volta a Espanha, teve que se retirar pela triste notícia do falecimento do seu pai, conhecido no mundo do ciclismo como "Tio Martín".
Volta depois ao Tour de France e por uma avaria do seu colega de equipa Dalmacio Langarica, chegam fora de controle e foi-lhes retirada a licença a toda a equipa pelos federativos de então com estas palavras: "Que descansem um ano".
O apelido de "O Negro dos Olhos Azuis" é em consequência do sua feição morena e do contraste com os seus olhos claros.
É considerado como um dos melhores ciclistas espanhóis de todos os tempos.
Tal era a sua torcida ao ciclismo que criou uma oficina de bicicletas com o seu bom amigo Macario Llorente no quilómetro 8 da estrada de França, onde hoje em dia se erige a Residência Sanitária "La Paz" (Madrid).
Pouco depois associou-se com Manuel Real e fundaram a loja de bicicletas "Berrendero e Real", que ainda hoje existe com o nome de "Bicicletas Berrendero", que passou às mãos do seu sobrinho Juan Berrendero e que se encontra na atualidade na Glorieta Geral Álvarez de Castro em Madrid.
Faleceu a 1 de agosto de 1995 em Madrid, aos 85 anos, justo dois dias após ter recebido uma homenagem no "Circuito de Getxo", que tinha ganhado em duas ocasiões.
Deixou muito boas lembranças e como disse um jornalista francês: "Tem o mais belo estilo de todos os escaladores, lhe vendo trepar maravilha e sobe melhor quanto mais dura seja a pendente”.

## Palmarés
| - 1935 - Volta a Galiza - Volta a Castilha - 1936 - Classificação da montanha do Tour de France - GP República, mais 3 etapas - 1937 - 1 etapa do Tour de France - 1941 - Volta a Espanha e 2 etapas - Volta a Navarra - Circuito de Getxo - 3.º no Campeonato da Espanha em Estrada - 1942 - Volta a Espanha , mais classificação da montanha e 2 etapas - Campeonato da Espanha em Estrada - Campeonato da Espanha de Ciclocross - 2.º no Campeonato da Espanha de Montanha - 2 etapas da Volta à Catalunha - 1943 - Campeonato da Espanha em Estrada - Volta à Catalunha , mais 1 etapa - Troféu Masferrer - GP Biscaia | - 1944 - Campeonato da Espanha em Estrada - Campeonato da Espanha de Ciclocross - Clássica dos Portos - Circuito de Getxo - 1 etapa do Volta à Catalunha - 1945 - 2 etapas na Volta a Espanha, mais classificação da montanha - 1 etapa do Circuito do Norte - 1946 - Volta à Catalunha , mais 1 etapa - 3 etapas na Volta a Espanha - 1947 - 1 etapa na Volta a Espanha - Clássica dos Portos - 1948 - 3.º no Campeonato da Espanha em Estrada - 1949 - 3.º no Campeonato da Espanha em Estrada |

## Resultados em Grandes Voltas e Campeonato do Mundo
| corrida            | 1934 | 1935 | 1936 | 1937 | 1938 | 1939 | 1940 | 1941 | 1942 | 1943 | 1944 | 1945 | 1946 | 1947 | 1948 | 1949 |
| ------------------ | ---- | ---- | ---- | ---- | ---- | ---- | ---- | ---- | ---- | ---- | ---- | ---- | ---- | ---- | ---- | ---- |
| Giro d'Italia      | -    | -    | -    | -    | -    | -    | -    | X    | X    | X    | X    | X    | -    | -    | -    | -    |
| Tour de France     | -    | -    | 11.º | 15.º | 29.º | -    | X    | X    | X    | X    | X    | X    | X    | -    | -    | Ab.  |
| Volta a Espanha    | X    | -    | 4.º  | X    | X    | X    | X    | 1.º  | 1.º  | X    | X    | 2.º  | 2.º  | 6.º  | Ab.  | X    |
| Mundial em Estrada | -    | -    | -    | -    | -    | X    | X    | X    | X    | X    | X    | X    | -    | -    | -    | -    |